# La Flâneuse
La Flâneuse est une tartane de type « martigane » construite à Martigues au chantier naval Gatto en 1991. Elle est aussi le dernier grand bateau en bois construit par ce chantier.
Son immatriculation est : « 850660 » (quartier maritime de Marseille). 
La Flâneuse a le label BIP (Bateau d'Intérêt Patrimonial) de la Fondation du patrimoine maritime et fluvial.

## Histoire

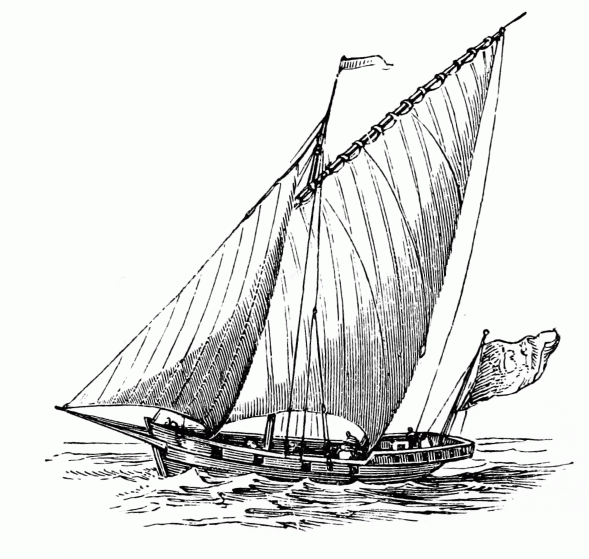
Gravure d'une Tartane.

Cette réplique  de tartane malonnière a été construite pour son commanditaire Laurent Réa pour le concours « Bateaux des côtes de France » organisé par le magazine Chasse-Marée. A son lancement, elle est gréée en voile latine.
La Flâneuse a été mise à l'eau en été 1992. Elle est l'unique représentante de ce type de bateau de charge du littoral marseillais. Aujourd'hui, La Flâneuse dispose d'un gréement aurique. 
En 1996, elle a représenté la ville de Marseille au rassemblement de vieux gréements au Brest 1996.
C'est désormais un navire-école qui est géré par l'Association Les Amis de La Flâneuse qui en assure l'entretien et la fait naviguer toute l'année.
L'association propose des excursions thématiques autour du patrimoine maritime principalement dans la rade de Marseille. Le navire participe aux évènements locaux qu'ils soient sportifs, maritimes ou culturels. Le bateau dispose de 3 bannettes doubles (couchettes) et peut embarquer 14 passagers à la journée. Il est visible au port du Prado (Stade nautique du Roucas-Blanc).